# The Return of the Durango Kid
The Return of the Durango Kid (Brasil: A Volta de Durango Kid / Portugal: O Regresso do Vingador) é um filme de faroeste  do subgênero Western B de 1945, produzido pela Columbia Pictures, dirigido por Derwin Abrahams e estrelado por Charles Starrett, trata-se do segundo filme do personagem Durango Kid, que foi interpretado por Starrett em 65 filmes.

## Personagem Durango Kid
A partir de 1935, o ator Charles Starrett atuou em diversos Westerns B da Columbia Pictures em 1940, interpretou o cowboy mascarado Durango Kid em The Durango Kid, o personagem é uma espécie de Robin Hood do Velho Oeste, filmes estrelados por cowboys mascarados não eram incomuns, a Republic Pictures produziu diversos filmes e seriados dos heróis Zorro e Lone Ranger, em 1945, a Columbia Pictures resolveu trazer o herói de volta em The Return of the Durango Kid, estrelado novamente por Charles Starrett, ator que interpretou o herói em outros 63 filmes até 1952, quando a série de filmes foi encerrada.